# Бойомо, Флавьен
Флавьен Энцо Тьедор Бойомо (фр. Flavien Enzo Thiédort Boyomo; род. 7 октября 2001, Тулуза) — камерунский и французский футболист, защитник клуба «Осасуна» и сборной Камеруна. 

## Клубная карьера
Бойомо — воспитанник клубов «Тулуза» и английского «Блэкберн Роверс». В 2020 году игрок подписал контракт с испанским «Альбасете». 26 сентября в матче против «Фуэнлабрада» он дебютировал в Сегунде. 25 октября в поединке против «Райо Вальекано» Флавьен забил свой первый гол за «Альбасете». Летом 2023 года Бойомо перешёл в «Вальядолид», подписав контракт на четыре года. Сумма трансфера составила 1,2 млн. евро. 11 августа в матче против хихонского «Спортинга» он дебютировал за новую команду. 3 марта 2024 года в поединке против «Андорры» Флавьен забил свой первый гол за «Вальядолид». По итогам сезона игрок помог клубу выйти в элиту. В матче против Эспаньола он дебютировал в Ла Лиге. 
Летом 2024 года Бойомо перешёл в «Осасуну», подписав контракт на 5 лет. Сумма трансфера составила 5 млн. евро. 1 сентября в матче против «Сельты» он дебютировал за новую команду. В этом же поединке Флавьен забил свой первый гол за «Осасуну». 

## Карьера в сборной
19 ноября 2024 года в отборочном матче Кубка Африки 2025 против сборной Зимбабве Бойомо дебютировал за сборную Камеруна. 